# Austria Volley Cup Women
Austria Volley Cup Women är en cupturnering i volleyboll för damer i Österrike. Den organiseras årligen av Österreichischer Volleyball Verband sedan 1980.

## Resultat per år
| Upplaga                 | Upplaga               | Podium           | Podium        | Podium           |
| Säsong                  | Spelplats för finalen | Mästare          | Matchresultat | Finalist         |
| ----------------------- | --------------------- | ---------------- | ------------- | ---------------- |
| 1980-81 mer information | -                     | Post SV Wien     | -             | -                |
| 1981-82 mer information | -                     | Post SV Wien     | -             | -                |
| 1982-83 mer information | -                     | TI-Volley        | -             | -                |
| 1983-84 mer information | -                     | TI-Volley        | -             | -                |
| 1984-85 mer information | -                     | Post SV Wien     | -             | -                |
| 1985-86 mer information | -                     | Post SV Wien     | -             | -                |
| 1986-87 mer information | -                     | Post SV Wien     | -             | -                |
| 1987-88 mer information | -                     | PSV Salzburg     | -             | -                |
| 1988-89 mer information | -                     | Post SV Wien     | -             | -                |
| 1989-90 mer information | -                     | Post SV Wien     | -             | -                |
| 1990-91 mer information | -                     | PSV Salzburg     | -             | -                |
| 1991-92 mer information | -                     | ATSC Klagenfurt  | -             | -                |
| 1992-93 mer information | -                     | ?                | -             | -                |
| 1993-94 mer information | -                     | Post SV Wien     | -             | -                |
| 1994-95 mer information | -                     | Post SV Wien     | -             | -                |
| 1995-96 mer information | -                     | Post SV Wien     | -             | -                |
| 1996-97 mer information | -                     | Post SV Wien     | -             | -                |
| 1997-98 mer information | -                     | Post SV Wien     | -             | -                |
| 1998-99 mer information | -                     | Post SV Wien     | -             | -                |
| 1999-00 mer information | -                     | Post SV Wien     | -             | -                |
| 2000-01 mer information | -                     | Post SV Wien     | -             | -                |
| 2001-02 mer information | -                     | Schwechat Post   | -             | -                |
| 2002-03 mer information | -                     | Schwechat Post   | -             | -                |
| 2003-04 mer information | -                     | ATSC Klagenfurt  | 3 - 0         | Schwechat Post   |
| 2004-05 mer information | -                     | Schwechat Post   | 3 - 1         | ATSC Klagenfurt  |
| 2005-06 mer information | -                     | Schwechat Post   | 3 - 2         | ATSC Klagenfurt  |
| 2006-07 mer information | -                     | ATSC Klagenfurt  | 3 - 2         | Schwechat Post   |
| 2007-08 mer information | -                     | ASKÖ Linz-Steg   | 3 - 1         | Schwechat Post   |
| 2008-09 mer information | -                     | ASKÖ Linz-Steg   | 3 - 1         | TI-Volley        |
| 2009-10 mer information | -                     | Schwechat Post   | 3 - 2         | TS Hartberg      |
| 2010-11 mer information | -                     | ASKÖ Linz-Steg   | 3 - 0         | ATSC Klagenfurt  |
| 2011-12 mer information | -                     | Schwechat Post   | 3 - 0         | TS Hartberg      |
| 2012-13 mer information | -                     | Schwechat Post   | 3 - 0         | TS Hartberg      |
| 2013-14 mer information | -                     | Schwechat Post   | 3 - 1         | ATSC Klagenfurt  |
| 2014-15 mer information | -                     | Schwechat Post   | 3 - 0         | ATSC Klagenfurt  |
| 2015-16 mer information | -                     | Schwechat Post   | 3 - 2         | UVC Graz         |
| 2016-17 mer information | -                     | UVC Graz         | 3 - 0         | WSV Eisenerz     |
| 2017-18 mer information | -                     | UVC Graz         | 3 - 0         | VB NÖ Sokol Post |
| 2018-19 mer information | -                     | ASKÖ Linz-Steg   | 3 - 0         | ATSC Klagenfurt  |
| 2019-20 mer information | -                     | ASKÖ Linz-Steg   | 3 - 2         | UVC Graz         |
| 2020-21 mer information | Bleiburg              | ASKÖ Linz-Steg   | 3 - 1         | UVC Graz         |
| 2021-22 mer information | Zwettl                | VB NÖ Sokol Post | 3–0           | TI-Volley        |
| 2022-23 mer information | Innsbruck             | ASKÖ Linz-Steg   | 3–0           | TI-Volley        |
| 2023-24 mer information | Hartberg              | TI-Volley        | 3–0           | ATSC Klagenfurt  |

## Resultat per klubb
| Lag              | Antal titlar | Säsonger |
| ---------------- | ------------ | --- |
| Post SV Wien     | 15           | 1980-81, 1981-82, 1984-85, 1985-86, 1986-87, 1988-89, 1989-90, 1993-94, 1994-95, 1995-96, 1996-97, 1997-98, 1998-99, 1999-00, 2000-01 |
| VB NÖ Sokol Post | 10           | 2001-02, 2002-03, 2004-05, 2005-06, 2009-10, 2011-12, 2012-13, 2013-14, 2014-15, 2015-16                                              |
| ASKÖ Linz-Steg   | 7            | 2007-08, 2008-09, 2010-11, 2018-19, 2019/20, 2020-21, 2022-23                                                                         |
| ATSC Klagenfurt  | 3            | 1991-92, 2003-04, 2006-07 |
| TI-Volley        | 3            | 1982-83, 1983-84, 2023-24 |
| PSV Salzburg     | 2            | 1987-88, 1990-91 |
| UVC Graz         | 2            | 2016-17, 2017-18 |